# Roeberella heberti
Roeberella heberti is een vlindersoort uit de familie van de prachtvlinders (Riodinidae), onderfamilie Riodininae.
Roeberella heberti werd in 2007 beschreven door Jauffret, P & J. Jauffret.